# Rhizoecus advenoides
Rhizoecus advenoides är en insektsart som beskrevs av Sadao Takagi och Kawai 1971. Rhizoecus advenoides ingår i släktet Rhizoecus och familjen ullsköldlöss. Inga underarter finns listade i Catalogue of Life.